# ناحیه پیروت
ناحیه پیروت (به صربی: Pirot District) یک روستا در صربستان است که در صربستان واقع شده‌است. ناحیه پیروت ۲٬۷۶۱ کیلومتر مربع مساحت و ۹۲٬۴۷۹ نفر جمعیت دارد.